# Mariánské Hory a Hulváky
Mariánské Hory a Hulváky – jeden z 23 obwodów miejskich miasta statutarnego Ostrawy, stolicy kraju morawsko-śląskiego, we wschodnich Czechach. Położony jest w centrum miasta, w jego morawskiej części. Składa się z dwóch mniejszych części miasta o nazwach Mariánské Hory i Hulváky jak również z dwóch z 39 gmin katastralnych w jego granicach: Mariánské Hory i  Zábřeh-Hulváky o łącznej powierzchni 735,3188 ha (z czego Mariánské Hory 560,0335 ha a Zábřeh-Hulváky 175,2853 ha). Populacja w 2001 wynosiła 12998 osób.

## Demografia[3]
| Rok             | 1869 | 1880 | 1890 | 1900 | 1910  | 1921  | 1930  | 1950  | 1961  | 1970  | 1980  | 1991  | 2001  |
| --------------- | ---- | ---- | ---- | ---- | ----- | ----- | ----- | ----- | ----- | ----- | ----- | ----- | ----- |
| Liczba ludności | 428  | 472  | 1154 | 7571 | 11040 | 12513 | 13579 | 13555 | 19780 | 14119 | 16152 | 14542 | 12998 |